# 乐山铺地蜈蚣
乐山铺地蜈蚣（学名：Cotoneaster rokujodaisanensis）为蔷薇科铺地蜈蚣属下的一个种。

## 扩展阅读
- 維基物種上的相關：乐山铺地蜈蚣